# Завісна
Завісна (пол. Zawisna) — село в Польщі, у гміні Камениця-Польська Ченстоховського повіту Сілезького воєводства.
Населення — 571 особа (2011).
У 1975-1998 роках село належало до Ченстоховського воєводства.

## Демографія
Демографічна структура станом на 31 березня 2011 року:
|          | Загалом | Допрацездатний вік | Працездатний вік | Постпрацездатний вік |
| -------- | ------- | ------------------ | ---------------- | -------------------- |
| Чоловіки | 275     | 34                 | 200              | 41                   |
| Жінки    | 296     | 40                 | 179              | 77                   |
| Разом    | 571     | 74                 | 379              | 118                  |